# Cornamusa
Cornamusa ist eine deutsche Rockband.

## Geschichte
1998 wurde in Neuhaus am Rennweg (Thüringen) die Coverrockband „Brass Rock Tigers“ gegründet, aus der die heutige Coverband „Rocktigers“ hervorging.
Die damaligen Mitglieder der Band brachten 2003 unter dem Namen Cornamusa ihre erste eigene Single Gates of Eden auf den Markt, die in Zusammenarbeit mit dem Songwriter Ekki Stein (Go Trabi Go) entstand.
Daraufhin folgte 2004 das Album Cornamusa, aus dem die weiteren Singles Catching the Wind, Ebony Eyes und Drinking All Night Long ausgekoppelt wurden. Es folgten Fernseh-Auftritte beim MDR, bei Tele 5 und bei Erfurt-TV sowie Artikel in den Zeitschriften Soundcheck, InMusic, Rock Hard und anderen. Ende 2004 kam mit Ace Griffin ein weiteres Mitglied hinzu.
2004 und 2005 trat Cornamusa unter anderem bei Musik für Sie, Megarock in die Ferien, beim Göttinger Altstadtfest und zur Walpurgisnacht in Zella-Mehlis auf. Sie spielte unter anderem mit Schandmaul, Fiddler’s Green, Adaro und Saltatio Mortis.
2005 tourte sie eine Woche in den USA.
2006 war Cornamusa mit einer neuen Show unterwegs, die sie zum Altstadtfest in Teltow und dem Weimarer Zwiebelmarkt führte, und wurde zu einem der größten Heavy-Metal-Events nach Bulgarien eingeladen, dem Monsters of Rock.
Das zweite Album Both Worlds erschien am 19. Januar 2007. Auch in diesem Jahr spielte Cornamusa beim Weimarer Zwiebelmarkt, wo sie den Endausscheid des Köstritzer-Live-Awards (Auszeichnung als beste Liveband) – eine Initiative der Köstritzer Schwarzbierbrauerei und des Radiosenders Landeswelle Thüringen – gewann. Der Siegpreis bestand aus einem Aufenthalt im Danzmusik Studio der Band Silly. Dort produzierte Cornamusa zusammen mit Uwe Hassbecker und Ritchie Barton ihre Single My Way.
2008 veröffentlichte Cornamusa ihr drittes Album Get on the Train und die Single My Way. Auch auf der Bühne von Landeswelle Thüringen auf dem Weimarer Zwiebelmarkt war Cornamusa wieder vertreten.
Die Band arbeitete an verschiedenen Hymnen, wie z. B.:
- Ski – Weltcuphymne für die Vogtland Arena Klingenthal
- Einmarschhymne für die Profi-Weltmeisterin im Vollkontakt-Kickboxen Christine Theiss
- Einmarschhymnen-Single für Kickbox-Europameister Marco Rajkovic

## Diskografie

### Alben
- 2004: Cornamusa
- 2006: Both Worlds
- 2008: Get on the Train

### Singles
- 2003: Gates of Eden
- 2004: Catching the Wind
- 2005: Drinking All Night Long
- 2005: Ebony Eyes
- 2007: Can You Hear Me
- 2008: My Way to Say I'm Sorry